# Malaca (cidade)
Malaca (Bandar Melaka, em malaio) é a capital do estado malaio de Malaca, localizada no litoral sudoeste da Península Malaia, defronte o estreito de Malaca. Sua população é de cerca de 370 000 habitantes e sua área, de 303 km². Atualmente o porto serve apenas à navegação costeira, devido à sua pouca profundidade, que o impede de atender à navegação de longo-curso.
Para a etimologia e uso do topônimo, ver Malaca.

## História

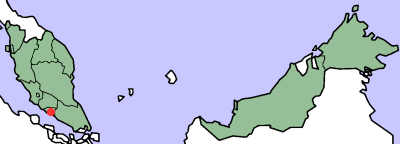
Mapa da Malásia com a localização da cidade de Malaca

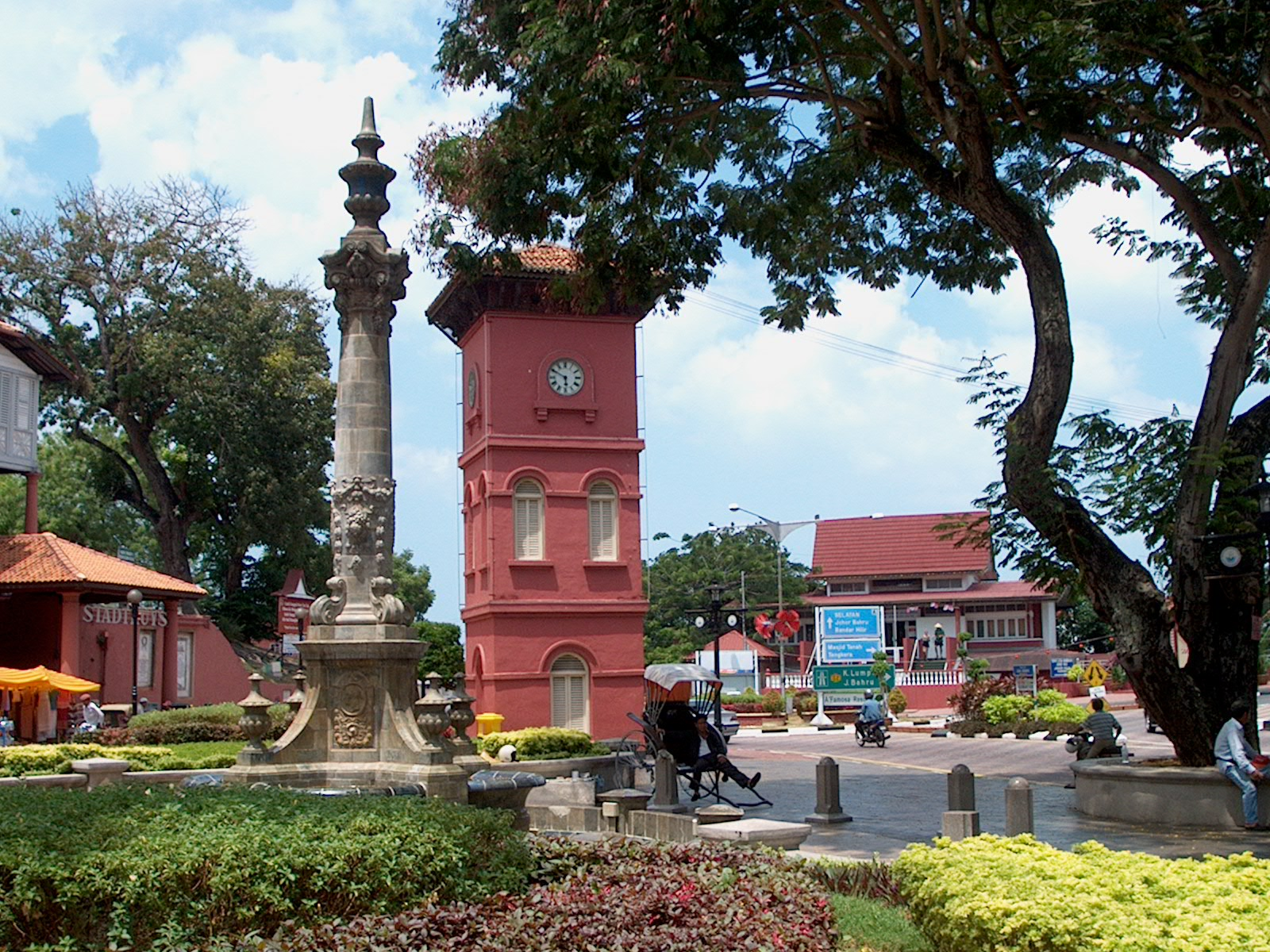
Memorial à Rainha Vitória, em Malaca

Originalmente, o porto de Malaca era usado pelos chineses como um local de depósito e transbordo de especiarias (especialmente pimenta) das Molucas. Entretanto, devido a sua localização estratégica no estreito de Malaca, tornou-se rapidamente um próspero porto comercial onde árabes, indianos e chineses negociavam seus produtos. Até o século XV, a cidade era virtualmente uma colônia chinesa e, como tal, um espécie de cabeça-de-ponte chinesa para o oceano Índico.
Nos séculos XV e XVI, Malaca tornou-se a sede de um sultanato malaio. O fundador do Sultanato de Malaca foi Paramesvara, um príncipe hindu de Serivijaia, que havia se refugiado em Malaca. Converteu-se ao Islã em cerca de 1414, fato que marca o início da história muçulmana do sudeste asiático.
Em 1511, Afonso de Albuquerque conquistou a cidade e expulsou o Sultão Mamude (r. 1488–1528). Malaca esteve sob domínio português entre 1511 e 1641 e, em seguida, sob controle neerlandês até 1824. Entre aquela data e 1957, a cidade, bem como toda a Península Malaia, pertenceram ao império colonial britânico.

## Geografia
Malaca encontra-se na costa sudoeste da Malásia, no chamado estreito de Malaca, que separa a Península Malaia e a ilha de Sumatra. Está a cerca de 200 km a noroeste de Singapura.
A cidade, cortada por um rio, constitui-se num porto natural, protegido das intempéries por pequenas ilhas ao largo. As cercanias de Malaca já foram cobertas por florestas tropicais, reduzidas devido à economia de monocultura de exportação. Possui depósitos de estanho no interior.

## Cidades Irmãs
- Lisboa, Portugal (16 Janeiro 1984)
- Cuala Lampur, Malásia (15 Abril, 1989)
- Hoorn, Holanda (8 Novembro, 1989)
- Valparaiso, Chile (23 Junho. 1991)
- Nanquim, China (2001)